# Bahnstrecke Østmorksaga–Fjellhamar
| Losbylinja auf einer Karte von 1928 |                      |                           |                           |
| Spurweite: | 1435 mm (Normalspur) |                           |                           |
| |                      |                           |                           |
| \| \| \| Hovedbanen von Lillestrøm \| \| \| \| 0,0 \| Fjellhamar \| 159,5 moh. \| \| \| \| Hovedbanen nach Oslo S \| \| \| \| \| Losby \| 160 moh. \| |                      |                           |                           |
| Strecke |                      | Hovedbanen von Lillestrøm | Hovedbanen von Lillestrøm |
| Haltepunkt / Haltestelle | 0,0                  | Fjellhamar                | 159,5 moh.                |
| Abzweig ehemals geradeaus und nach rechts |                      | Hovedbanen nach Oslo S    | Hovedbanen nach Oslo S    |
| Kopfbahnhof Streckenende (Strecke außer Betrieb) |                      | Losby                     | 160 moh.                  |

Die Bahnstrecke Østmorksaga–Fjellhamar (norwegisch Losbylinja oder Losbylinna) war eine sechs Kilometer lange Bahnstrecke in Akershus in Norwegen. Sie führte von Østmorksaga (Vasshjulet) bei Losby nach Fjellhamar in der Gemeinde Lørenskog an der Hovedbane.

## Geschichte
Die Strecke wurde 1861 angelegt, um Holz leichter von den Sägewerken im Sagdalen zur Hauptstrecke transportieren zu können. Bevor die Eisenbahn gebaut wurde, wurde der Holztransport mit Pferd und Wagen durchgeführt, teilweise aber auch durch Flöße über den Losbyelva. Von 1861 bis 1885 wurde Dampflokomotiven von der Hovedbane für den Transport verwendet. Es war aber zu teuer, die Strecke für den Lokomotivbetrieb in gutem Zustand zu halten, so dass man für die Beförderung der Güterwagen wieder auf Pferde zurückgriff. Die Güterwagen der Hovedbane wurden jedoch bis 1900 benutzt.
1914 wurde eine Motordraisine für den Transport der Güterwagen verwendet. Diese Draisine hatte keine Bremse und mehrfach passierten Unfälle auf der Strecke. Die Stilllegung der Strecke erfolgte 1940/41. Im Zweiten Weltkrieg entfernten die Deutschen während der Besatzung die Schienen.

## Heutige Verwendung
Heute gibt es einen Weg auf einem Teil der Losbylinja (59,91° N, 10,98° O). Dieser Weg zwischen Sørli und Losby wird seit den 1960er Jahren als Touren-, Ski- und Mountainbike-Strecke verwendet. Die Gemeinde Lørenskog hat den Weg zwischen 2006 und 2008 ausgebaut und mit Flutlicht versehen. Er verbindet das Gemeindezentrum mit Losby bruk und Gårdskafe. Die Route eignet sich zum Wandern, Joggen und Radfahren im Sommer und Skifahren im Winter.
Der Komponist Trond Granlund hat ein Lied mit dem Titel Losbylinja geschrieben, das auf seinem Album Østkandfolk veröffentlicht wurde.